# Província Oriental (Sierra Leone)
La província Oriental és una de les quatre províncies de Sierra Leone. Té una superfície de 15.553 km² i una població de 1.641.012 habitants segons el cens del 2015. La seva capital i centre administratiu és Kenema. La província de l'Est, el centre de la indústria minera de diamants del país, és molt muntanyosa i té dues serralades, els turons de Gola i les muntanyes de Loma.

## Economia
Aquesta província és el cor de l'activitat minera de diamants de Sierra Leone. La pedra preciosa es va descobrir per primera vegada cap a la dècada de 1930 i ha tingut un paper important en la història de la regió des de llavors. La majoria de diamants són extrets i exportats per petites empreses locals, que sumen entre 200.000 i 300.000; algunes són il·legals, mentre que molts són oficialment sancionades. A més, hi ha un grapat de països estrangers que exploten mines de diamants a gran escala.

## Geografia
La província oriental limita amb la regió de Nzérékoré, a Guinea, al nord-est, amb els comtats liberians de Lofa, Gbarpolu i Grand Cape Mount, a l'est i el sud, i amb les províncies del sud i del nord de Sierra Leone, a l'oest i al nord-oest. La província de l'Est és l'única regió de Sierra Leone sense cap línia de costa.
Hi ha els turons de Gola, una zona de selva tropical amb fauna que inclou ximpanzés, colobus vermell occidental, moltes espècies endèmiques d'ocells i una escassa població d'hipopòtam pigmeu. L'altra àrea principal del desert són les muntanyes de Loma, que es troben principalment a la província del Nord, però també s'estenen a la part nord de la província de l'Est.

## Districtes
La província es divideix en 3 districtes. Són: el districte de Kailahun, amb seu a la ciutat de Kailahun ; El districte de Kenema, que té la seu central de la capital provincial Kenema ; i el districte de Kono, amb seu a Koidu.